# Nyctibatrachidae
Nyctibatrachidae là một họ động vật lưỡng cư trong bộ Anura. Họ này có 29 loài.

## Phân loại học
Họ Nyctibatrachidae gồm các chi sau:
- Lankanectes Dubois & Ohler, 2001
- Nyctibatrachus Boulenger, 1882

## Hình ảnh

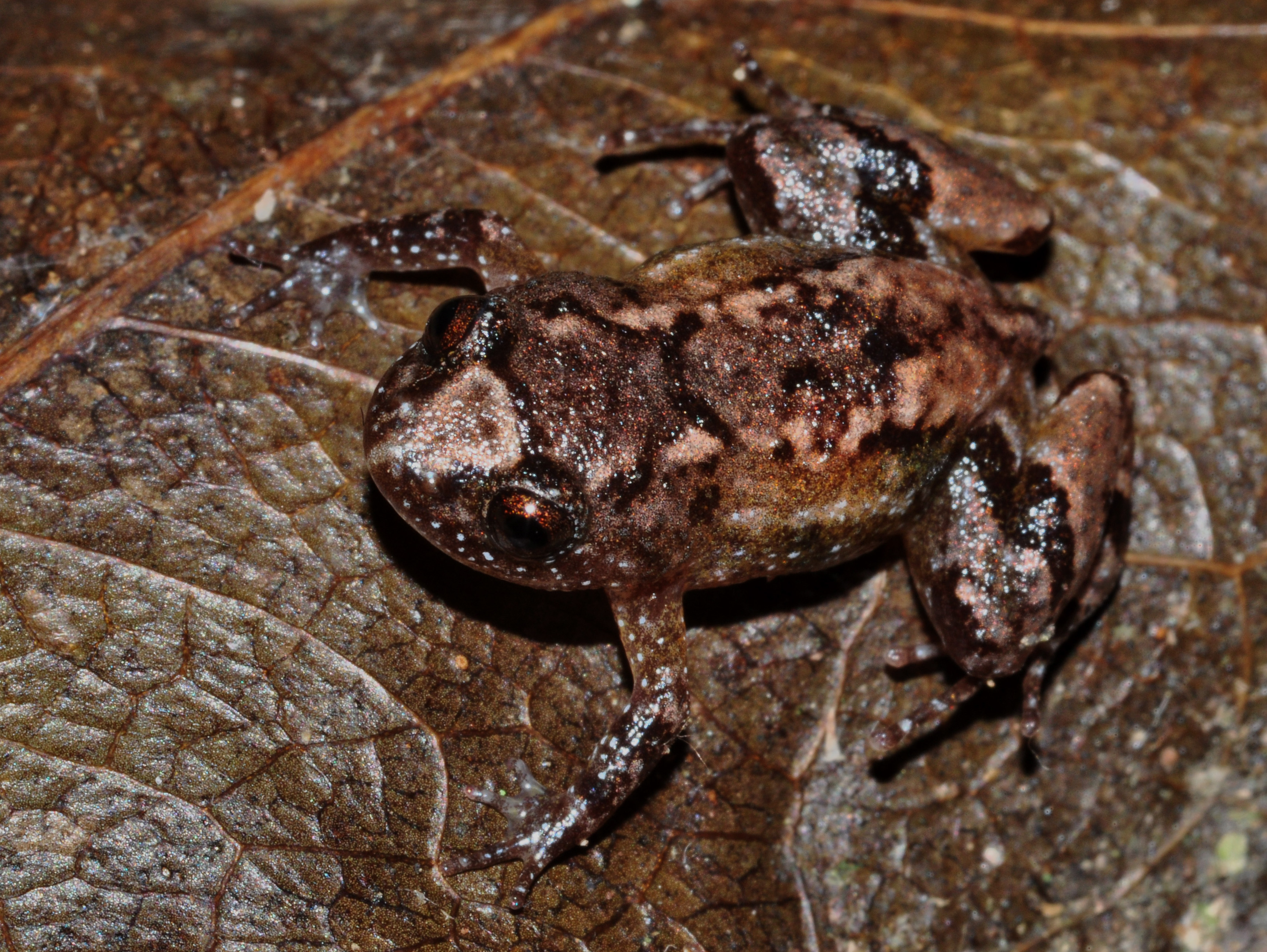